# Slovenska demokratiska partiet
Slovenska demokratiska partiet (slovenska: Slovenska demokratska stranka, SDS) är ett center-högerparti i Slovenien, grundat 1989. Fram till 2003 hette partiet "Sloveniens socialdemokratiska parti" (Socialdemokratska stranka Slovenije). Partiet är medlem i Europeiska folkpartiet (EPP) och dess Europaparlamentariker sitter i Europeiska folkpartiets grupp (kristdemokrater) (EPP).
I Europaparlamentsvalet 2004 fick partiet 17,7 % av rösterna, vilket gav dem två mandat i Europaparlamentet. Partiet förlorade ett mandat i det nationella parlamentsvalet 2008, vilket innebär att partiet nu har 28 mandat.